# Carolyn Murphy
Carolyn Murphy, född 11 augusti 1974, är en amerikansk fotomodell och skådespelerska. Hon har modellat för bland annat Missoni, Versace och Tiffany & Co. 2005 var hon på omslaget till Sports Illustrated. Murphy var 2012 programvärd för Project Runway: All Stars.